# Joan Armatrading
Joan Anita Barbara Armatrading (ur. 9 grudnia 1950 w Basseterre) – brytyjska wokalistka, autorka tekstów, gitarzystka, producentka muzyczna. Jej muzyka łączy elementy muzyki folkowej, reggae, popu, jazzu i bluesa

## Życiorys
Urodziła się w Saint Kitts i Nevis. Gdy miała trzy lata, przeprowadziła się z rodziną do Birmingham w Anglii. Profesjonalną karierę rozpoczęła w 1972 od udziału w brytyjskiej wersji musicalu Hair. Pierwszy album Whatever’s for Us (1973), wyprodukowany przez Gusa Dodgeona, który pracował wówczas także z Eltonem Johnem, został zauważony przez krytykę, jednak nie przyniósł komercyjnego sukcesu, podobnie jak druga płyta Back to the Night (1975). Popularność zyskała dzięki albumowi Joan Armatrading (1976), zawierającemu m.in. utwór „Love and Affection”. Jej kolejne albumy, Show Some Emotion (1977) i To the Limit (1978), dotarły do wysokich miejsc na listach muzycznych.
Kolejne albumy, produkowane przez Richarda Gottehrera i Steve’a Lillywhite’a, zawierały artystycznie dobrze przyjmowaną muzykę (szczególnie Me Myself I z 1980). Płyta The Key (1983) zawierała utwór „Drop the Pilot”, który uplasował się na wysokich miejscach list przebojów w Wielkiej Brytanii oraz w Stanach Zjednoczonych. Jeden z jej utworów, „Weakness in Me”, został wykorzystany w filmie Zakochana złośnica.

## Dyskografia
- 1972 – Whatever's for Us
- 1975 – Back to the Night
- 1976 – Joan Armatrading
- 1977 – Show Some Emotion
- 1978 – To the Limit
- 1979 – Stepping out
- 1980 – Me Myself I
- 1981 – Walk under Ladders
- 1983 – The Key
- 1985 – Secret Secrets
- 1986 – Sleight of Hand
- 1988 – The Shouting Stage
- 1990 – Hearts and Flowers
- 1992 – Square the Circle
- 1995 – What's Inside
- 2003 – Lovers Speak
- 2004 – Live: All the Way from America
- 2007 – Into The Blues